# Высокое (Пинский район)
Высокое (бел. Высо́кае) — деревня в Пинском районе Брестской области Беларуси. В составе Городищенского сельсовета.

## География
Граничит с населёнными пунктами Пинковичи, Почапово. Недалеко расположены Купятичи.

### Гидрография
Рядом протекает река Пина. Недалеко река Ясельда.

## История
В 1909 году в Пинском уезде Пинковичской волости Минской губернии.
В 1940-1954 годах центр Высоковского сельсовета, в 1954-1957 годах в составе Пинковичского сельсовета, с 1957 года в составе Городищенского сельсовета.

## Население

### Численность
- 2009 год — 483 жителей

### Динамика
- 1909 год — 350 жителей, 49 дворов (деревня Высокое); 244 жителей, 14 дворов (околица Высокое)[2]
- 2009 год — 483 жителей (перепись населения)[2]

## Культура
- Дом культуры
- Музей ГУО «Высоковская средняя школа имени Днепровской флотилии» Пинского района
- Музейный уголок Днепровской военной флотилии

## Достопримечательность
- Памятный знак в честь экипажа бронекатера № 154 Днепровской военной флотилии¸ который погиб возле д. Почапово при проведении десантной операции 12 июля 1944 года. Установлен в 2009 году.